# Grasstreu

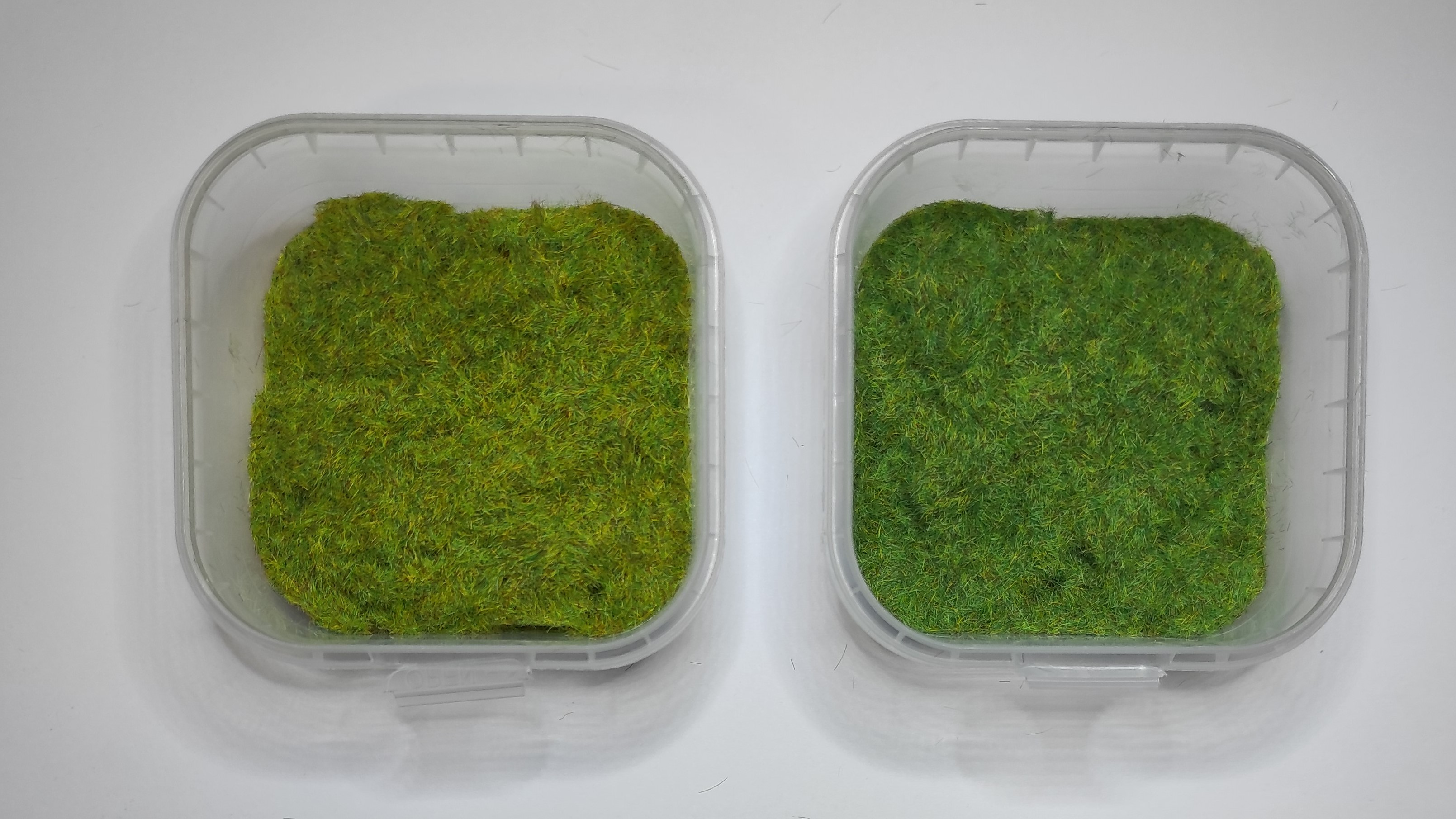
Grasstreu in verschiedenen Farben vor dem Verkleben

Grasstreu wird genutzt, um Graseffekte als Imitation von Gras oder Rasen darzustellen. Es wird im Modellbau, für Geländestücke im Tabletop sowie beim Bau von Dioramen verwendet. Dieses Material besteht aus feinen Kunststofffaser die in verschiedenen Farbtönen hergestellt werden.

## Grasstreu

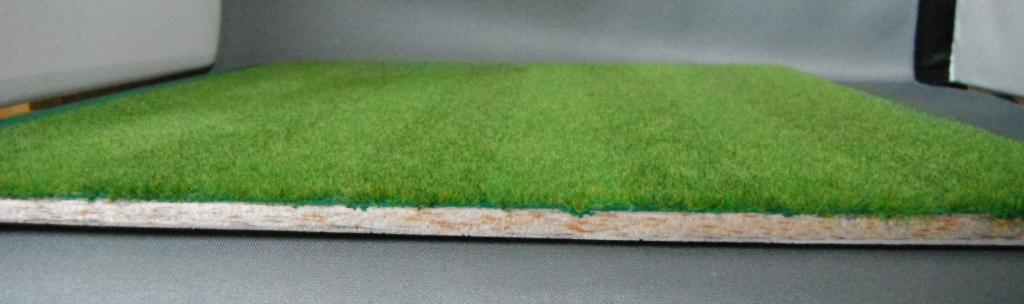

Grasstreu unterscheidet sich nicht nur in der Farbgebung. Das „klassische“ Grasstreu bestand zumeist aus gefärbten Holzfasern. Es gibt viele verschiedene Arten, die von Modellbauherstellern angeboten werden.
Die Fasern werden in der Regel nach Gewicht in Längen von 2, 4, 6, 10 und 12 Millimetern verkauft, obwohl es auch Fasern mit einer Länge von nur 0,5 mm gibt.

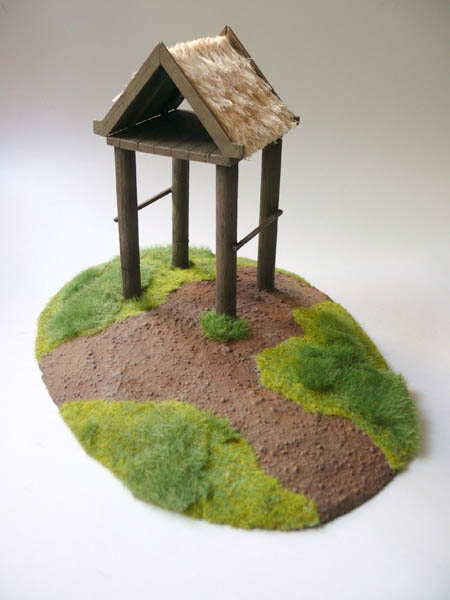
Geländestück mit unterschiedlichem Grasstreu für das Middle-Earth Tabletop-Strategiespiel

Zum Befestigen von Grasstreu auf einer Trägerfläche benutzt man einen Klebstoff, zumeist Weißleim. Erfahrungsgemäß kommen nicht alle Fasern mit dem Klebstoff in Kontakt, sodass das Geländestück oder die Modellbaulandschaft auch nach längerer Zeit noch Grasfasern verlieren kann. Dieser Effekt kann durch Abschütteln oder Absaugen erheblich reduziert werden.

## Statisches Grasstreu
Statisches Gras besteht aus künstlichen Fasern, die aufgrund ihrer Fähigkeit, eine statische elektrische Ladung zu halten, ausgewählt werden. Es handelt sich in der Regel um eine Mischung aus farbigen Nylon-, Rayon- oder Polyesterfasern. Durch die statische Aufladung richtet sich die einzelnen Faser auf und der Graseffekt wirkt realistischer. Zum Aufbringen des statischen Grases gibt es verschiedene Hilfsmittel wie Begrasungsdosen oder elektrische Begrasungsgeräte.

## Grasbüschel

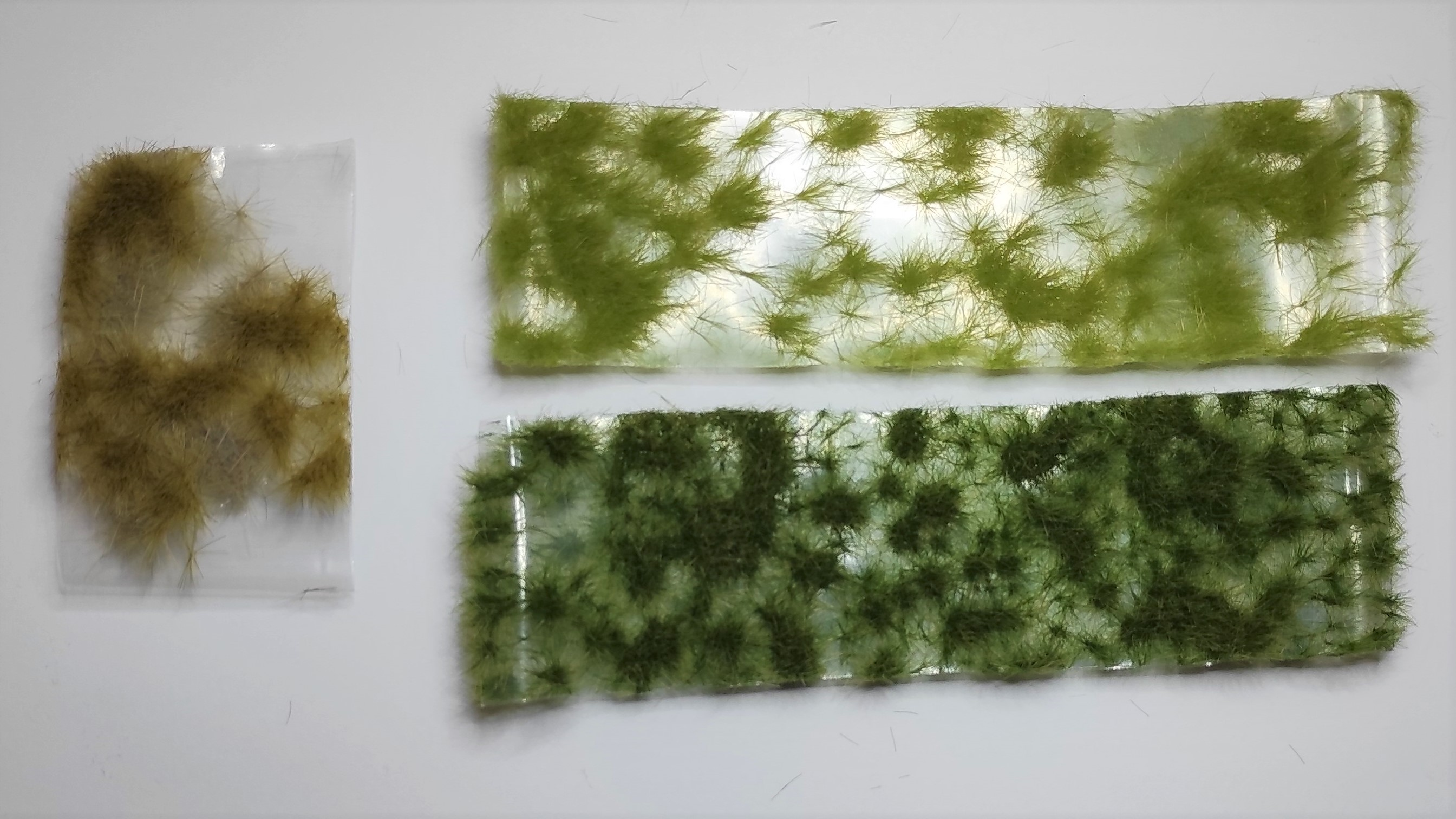
Grasbüschel in verschiedenen Farben vor dem Verarbeiten

Grasbüschel werden mit Grasstreu hergestellt. Dazu wird ein Klebstoff punktuell auf einem nicht haftenden Trägermaterial aufgebracht und danach mit statischem Grasstreu bestreut. Durch das nicht haftende Trägermaterial können die einzelnen Grasbüschel nach dem Trocknen des Klebstoffs abgezogen und bei dem Geländestück verwendet werden.

## Grasmatten
Grasmatten gibt es als Rollenbahn zu kaufen und werden verwendet, um schnell größere Flächen mit Grasstreu zu bedecken und somit Wiesen, Äcker, Rasen oder Brachen darzustellen. Zur Herstellung wird Grasstreu auf ein Trägermaterial aus Kunststoffgewebe oder Papier geklebt. Das Trägermaterial wird dann ähnlich einer Tapete direkt auf das Spielfeld oder die Rohbaulandschaft aufgeklebt und kann vor dem Verkleben noch zugeschnitten werden.